# Jaled Al-Saquer
Jaled Al-Saquer es un deportista bareiní que compitió en atletismo adaptado. Ganó dos medallas en los Juegos Paralímpicos de Verano, oro en Seúl 1988 y bronce en Barcelona 1992.

## Palmarés internacional
| Juegos Paralímpicos | Juegos Paralímpicos  | Juegos Paralímpicos | Juegos Paralímpicos |
| Año                 | Lugar                | Medalla             | Prueba              |
| ------------------- | -------------------- | ------------------- | ------------------- |
| 1988                | Seúl (Corea del Sur) | Medalla de oro      | Eslalon 1A          |
| 1992                | Barcelona (España)   | Medalla de bronce   | Disco THW2-3        |